# Direction départementale des affaires sanitaires et sociales
La direction départementale des affaires sanitaires et sociales (ou DDASS) était une administration déconcentrée française départementale de l'État intervenant dans le champ des politiques sanitaires, sociales et médico-sociales. Dans le cadre de la révision générale des politiques publiques, les DDASS sont supprimées le 1er avril 2010 (le 1er juillet 2010 pour l'Île-de-France).
Contrairement à une idée répandue, caractérisée par l'expression « les enfants de la DDASS », ces institutions ne gèrent plus, au moment de leur disparition, l'aide sociale à l'enfance (ASE), qui a été confiée aux départements (conseils départementaux) par l'article 37 de la loi n° 83-663 du 22 juillet 1983 relative à la répartition de compétences entre les communes, les départements, les régions et l'État.

## Histoire
Les DDASS sont indirectement issues des directions de la Population et de l'Action sociale ainsi que des directions de la Santé publique.
Le décret no 64-783 du 30 juillet 1964 crée les directions départementales de l'Action sanitaire et sociale qui fusionnent ces deux directions avec les services des préfectures chargés de l'aide sociale et les services extérieurs du ministère de l'Éducation nationale chargés de l'hygiène scolaire.
À la suite du décret no 77-429 du 22 avril 1977, ces directions prennent leur nom actuel en s'adjoignant un médecin inspecteur départemental de la santé.
Dans le cadre de la réorganisation de l'administration territoriale de l'État (RéATE), les DDASS disparaissent le 1er avril 2010. Depuis le 1er janvier 2010, leurs attributions relatives à l'action sociale avaient été transférées, selon les départements, aux directions de la Cohésion sociale et de la Protection des populations ou aux directions de la Cohésion sociale.
Les questions sanitaires et de sécurité sociale sont confiées, depuis leur création en avril 2010, aux nouvelles agences régionales de santé (ARS).
De plus, des compétences de la DDASS — par exemple relatives au handicap — ont été transférées aux départements au sein de nouvelles directions départementales des Actions médico-sociales (DIDAMS). Les services d'une DIDAMS complètent ceux de la Protection maternelle et infantile (PMI) sans s'y substituer.

## Missions
Les DDASS intervenaient dans le champ des politiques sanitaires (tutelle hospitalière, politiques de santé publique, suivi des professions de santé, santé environnementale), sociales (dispositifs de veille et d'urgence sociale, accueil et intégration des populations immigrées, accueil et hébergement des demandeurs d'asile, politiques d'insertion, tutelle sur les CHRS) et médico-sociales (tarification et contrôle des établissements pour personnes handicapées et personnes âgées), protection des personnes vulnérables (tutelles et curatelles d'État, médiation familiale, accompagnement à la scolarité, accompagnement des parents, etc.).
Les fonctionnaires de certains corps affectés en DDASS (inspecteurs, médecins inspecteurs de santé publique notamment) disposaient, dans l'exercice de leurs missions de contrôle, non seulement de pouvoirs de police administrative mais également de pouvoirs de police judiciaire qu'ils tenaient du Code de la santé publique pour les établissements de santé, du Code de l'action sociale et des familles pour les établissements et services sociaux et médico-sociaux.

## Organisation
Les DDASS étaient dirigées par un directeur départemental ayant rang de chef de service, généralement issu de la filière « inspecteur » ou « médecin inspecteur » formés à l'École des hautes études en santé publique. Ceux-ci étaient placés sous l'autorité du préfet du département.
Chaque DDASS comprenait des services fonctionnels, des cellules techniques et une inspection territoriale de la santé.

### Services fonctionnels
Ces services étaient encadrés par des inspecteurs principaux de l'action sanitaire et sociale, qui coiffent des inspecteurs, chefs de bureau.
En particulier, pour la protection sociale, il existait une mission handicapés pour :
- l'orientation des adultes handicapés (commission d'orientation et de reclassement des handicapés)
- l'orientation des jeunes handicapés (commission territoriale d'orientation des enfants et jeunes handicapés et inadaptés).

Elles intervenaient en complément de la maison départementale des personnes handicapées (MDPH).

### Inspection territoriale de la santé
- Médecins inspecteurs de la Santé
- Travailleurs sociaux : conseillers techniques en travail social, assistants de service social ou éducateurs spécialisés.

### Cellule santé-environnement
- Ingénieurs du génie sanitaire, ingénieurs d'études sanitaires, techniciens, adjoints, agents sanitaires.

## Établissements rattachés à la DDASS
- Centre de formation des professions de santé ainsi que le social.